# Fraction continue de Gauss
En analyse complexe, une fraction continue de Gauss est un cas particulier de fraction continue dérivé des fonctions hypergéométriques. Ce fut l'un des premiers exemples de fractions continues analytiques. Elles permettent de représenter des fonctions élémentaires importantes, ainsi que des fonctions spéciales transcendantes plus compliquées.

## Histoire
Lambert a publié quelques exemples de fractions continues généralisées de cette forme en 1768, démontrant entre autres l'irrationalité de π (cf. § « Applications à 0F1 » ci-dessous). Euler et Lagrange ont exploré des constructions similaires, mais c'est Gauss qui utilisa l'astuce algébrique décrite dans la section suivante pour donner la forme générale de cette fraction continue, en 1813.
Il ne démontra cependant pas ses propriétés de convergence. Bernhard Riemann et Ludwig Wilhelm Thomé obtinrent des résultats partiels, mais ce n'est qu'en 1901 qu'Edward Burr Van Vleck précisa le domaine de convergence.

## Formule générale
Soit (fi) une suite de fonctions analytiques telle que pour tout i > 0,
où les ki sont des constantes. Alors, en posant
{\displaystyle g_{i}={\frac {f_{i}}{f_{i-1}}}{\text{, on a }}g_{i}={\frac {1}{1+k_{i}zg_{i+1}}}}
donc (en notation de Pringsheim)
{\displaystyle {\frac {f_{1}}{f_{0}}}=g_{1}={\frac {1\mid }{\mid 1+k_{1}zg_{2}}}={\frac {1\mid }{\mid 1}}+{\frac {k_{1}z\mid }{\mid 1+k_{2}zg_{3}}}={\frac {1\mid }{\mid 1}}+{\frac {k_{1}z\mid }{\mid 1}}+{\frac {k_{2}z\mid }{\mid 1+k_{3}zg_{4}}}=\ldots }
et en répétant indéfiniment cette transformation :
Dans la fraction continue de Gauss, les fonctions fi sont des fonctions hypergéométriques de la forme 0F1, 1F1 et 2F1, et les équations fi–1 – fi = ki z fi+1 proviennent d'identités entre ces fonctions, dans lesquelles les paramètres diffèrent par des quantités entières. Ces identités peuvent se démontrer de diverses manières, par exemple en développant les séries et en comparant les coefficients, ou en calculant la dérivée de plusieurs façons et en l'éliminant des équations produites.

## Les trois séries0F1,1F1et2F1

### La série0F1
Le cas le plus simple concerne la fonction
D'après l'identité
{\displaystyle _{0}F_{1}(;a-1;z)-\,_{0}F_{1}(;a;z)={\frac {z}{a(a-1)}}\,_{0}F_{1}(;a+1;z),}
on peut prendre
{\displaystyle f_{i}=\,_{0}F_{1}(;a+i;z){\text{ et }}k_{i}={\frac {1}{(a+i)(a+i-1)}},}
ce qui donne
{\displaystyle {\frac {{}_{0}F_{1}(;a+1;z)}{\,_{0}F_{1}(;a;z)}}={\frac {1\mid }{\mid 1}}+{\frac {{\frac {1}{a(a+1)}}z\mid }{\mid 1}}+{\frac {{\frac {1}{(a+1)(a+2)}}z\mid }{\mid 1}}+{\frac {{\frac {1}{(a+2)(a+3)}}z\mid }{\mid 1}}+\cdots }
ou encore, par conversion :
Ce développement converge vers la fonction méromorphe définie par le quotient des deux séries convergentes (sous réserve, bien sûr, que a ne soit pas un entier négatif ou nul).

### La série1F1
Le cas suivant concerne la fonction hypergéométrique confluente de Kummer
pour laquelle on utilise alternativement les deux identités
{\displaystyle {}_{1}F_{1}(a;b-1;z)-\,_{1}F_{1}(a+1;b;z)={\frac {(a-b+1)z}{b(b-1)}}\,_{1}F_{1}(a+1;b+1;z),}
{\displaystyle {}_{1}F_{1}(a;b-1;z)-\,_{1}F_{1}(a;b;z)={\frac {az}{b(b-1)}}\,_{1}F_{1}(a+1;b+1;z).}
En posant
{\displaystyle f_{0}(z)=\,_{1}F_{1}(a;b;z),}
{\displaystyle f_{1}(z)=\,_{1}F_{1}(a+1;b+1;z),}
{\displaystyle f_{2}(z)=\,_{1}F_{1}(a+1;b+2;z),}
{\displaystyle f_{3}(z)=\,_{1}F_{1}(a+2;b+3;z),}
{\displaystyle f_{4}(z)=\,_{1}F_{1}(a+2;b+4;z),}
etc. et
{\displaystyle k_{1}={\frac {a-b}{b(b+1)}},~k_{2}={\frac {a+1}{(b+1(b+2)}},~k_{3}={\frac {a-b-1}{(b+2)(b+3)}},~k_{4}={\frac {a+2}{(b+3)(b+4)}},\ldots }
on obtient
{\displaystyle {\frac {{}_{1}F_{1}(a+1;b+1;z)}{{}_{1}F_{1}(a;b;z)}}={\frac {1\mid }{\mid 1}}+{\frac {{\frac {a-b}{b(b+1)}}z\mid }{\mid 1}}+{\frac {{\frac {a+1}{(b+1)(b+2)}}z\mid }{\mid 1}}+{\frac {{\frac {a-b-1}{(b+2)(b+3)}}z\mid }{\mid 1}}+{\frac {{\frac {a+2}{(b+3)(b+4)}}z\mid }{\mid 1}}+\cdots }
dont on déduit
mais aussi, en utilisant que 1F1(0; b; z) = 1 et en remplaçant b + 1 par b, le cas particulier
De même,
{\displaystyle {\frac {{}_{1}F_{1}(a;b+1;z)}{{}_{1}F_{1}(a;b;z)}}={\frac {1\mid }{\mid 1}}+{\frac {{\frac {a}{b(b+1)}}z\mid }{\mid 1}}+{\frac {{\frac {a-b-1}{(b+1)(b+2)}}z\mid }{\mid 1}}+{\frac {{\frac {a+1}{(b+2)(b+3)}}z\mid }{\mid 1}}+{\frac {{\frac {a-b-2}{(b+3)(b+4)}}z\mid }{\mid 1}}+\cdots }
ou encore :

### La série2F1
Le dernier cas concerne la fonction
On utilise à nouveau, alternativement, deux identités :
{\displaystyle {}_{2}F_{1}(a,b;c-1;z)-\,_{2}F_{1}(a+1,b;c;z)={\frac {(a-c+1)bz}{c(c-1)}}\,_{2}F_{1}(a+1,b+1;c+1;z),}
{\displaystyle {}_{2}F_{1}(a,b;c-1;z)-\,_{2}F_{1}(a,b+1;c;z)={\frac {(b-c+1)az}{c(c-1)}}\,_{2}F_{1}(a+1,b+1;c+1;z),}
qui sont en fait la même à interversion près de a et b.
En posant
{\displaystyle f_{0}(z)=\,_{2}F_{1}(a,b;c;z),}
{\displaystyle f_{1}(z)=\,_{2}F_{1}(a+1,b;c+1;z),}
{\displaystyle f_{2}(z)=\,_{2}F_{1}(a+1,b+1;c+2;z),}
{\displaystyle f_{3}(z)=\,_{2}F_{1}(a+2,b+1;c+3;z),}
{\displaystyle f_{4}(z)=\,_{2}F_{1}(a+2,b+2;c+4;z),}
etc. et
{\displaystyle k_{1}={\frac {(a-c)b}{c(c+1)}},~k_{2}={\frac {(b-c-1)(a+1)}{(c+1)(c+2)}},~k_{3}={\frac {(a-c-1)(b+1)}{(c+2)(c+3)}},~k_{4}={\frac {(b-c-2)(a+2)}{(c+3)(c+4)}},\ldots }
on obtient
{\displaystyle {\frac {{}_{2}F_{1}(a+1,b;c+1;z)}{{}_{2}F_{1}(a,b;c;z)}}={\frac {1\mid }{\mid 1}}+{\frac {{\frac {(a-c)b}{c(c+1)}}z\mid }{\mid 1}}+{\frac {{\frac {(b-c-1)(a+1)}{(c+1)(c+2)}}z\mid }{\mid 1}}+{\frac {{\frac {(a-c-1)(b+1)}{(c+2)(c+3)}}z\mid }{\mid 1}}+{\frac {{\frac {(b-c-2)(a+2)}{(c+3)(c+4)}}z\mid }{\mid 1}}+\cdots }
dont on déduit
mais aussi, en utilisant que 2F1(0, b; c; z) = 1 et en remplaçant c + 1 par c, le cas particulier

## Convergence
Dans cette section, on exclut le cas où certains paramètres sont des entiers négatifs ou nuls car dans ce cas, ou bien les séries hypergéométriques ne sont pas définies, ou bien ce sont des polynômes et alors la fraction continue est finie. On exclut aussi d'autres exceptions triviales.
Les fonctions 0F1 et 1F1 sont entières donc leurs quotients sont méromorphes. Les fractions continues obtenues convergent uniformément sur tout fermé borné du plan complexe ne contenant aucun des pôles de cette fonction.
Le rayon de convergence des séries 2F1 est égal à 1 donc leurs quotients sont méromorphes dans le disque unité ouvert. Les fractions continues obtenues convergent uniformément sur tout fermé borné inclus dans ce disque et ne contenant aucun des pôles. En dehors du disque, la fraction continue représente un prolongement analytique de la fonction sur le plan complexe privé de la demi-droite réelle [1, +∞[. Le plus souvent, le point 1 est un point de branchement et la demi-droite [1, +∞[ est une coupure de branchement pour cette fonction.

## Exemples d'applications

### Applications à0F1
- La fonction de Bessel Jα peut s'écrire{\displaystyle J_{\alpha }(z)={\frac {({\tfrac {1}{2}}z)^{\alpha }}{\Gamma (\alpha +1)}}\,_{0}F_{1}(;\alpha +1;-{\frac {z^{2}}{4}}).}Il en résulte que pour tout complexe z,

{\displaystyle {\begin{aligned}{\frac {J_{\alpha }(z)}{J_{\alpha -1}(z)}}&={\frac {z\Gamma (\alpha )}{2\Gamma (\alpha +1)}}{\frac {\,_{0}F_{1}(;\alpha +1;-{\frac {z^{2}}{4}})}{{}_{0}F_{1}(;\alpha ;-{\frac {z^{2}}{4}})}}={\frac {z}{2}}{\frac {\,_{0}F_{1}(;\alpha +1;-{\frac {z^{2}}{4}})}{\alpha \,_{0}F_{1}(;\alpha ;-{\frac {z^{2}}{4}})}}\\&={\frac {{\frac {z}{2}}\mid }{\mid \alpha }}-{\frac {{\frac {z^{2}}{4}}\mid }{\mid \alpha +1}}-{\frac {{\frac {z^{2}}{4}}\mid }{\mid \alpha +2}}-{\frac {{\frac {z^{2}}{4}}\mid }{\mid \alpha +3}}-\cdots \\&={\frac {z\mid }{\mid 2\alpha }}-{\frac {z^{2}\mid }{\mid 2(\alpha +1)}}-{\frac {z^{2}\mid }{\mid 2(\alpha +2)}}-{\frac {z^{2}\mid }{\mid 2(\alpha +3)}}-\cdots .\end{aligned}}}
- On retrouve ainsi[9] les fractions continues de Lambert pour les fonctions tangente et tangente hyperbolique (voir le § « Irrationalité » de l'article sur l'approximation diophantienne) :{\displaystyle \tan z={\frac {J_{\frac {1}{2}}(z)}{J_{-{\frac {1}{2}}}(z)}}={\frac {z\mid }{\mid 1}}-{\frac {z^{2}\mid }{\mid 3}}-{\frac {z^{2}\mid }{\mid 5}}-{\frac {z^{2}\mid }{\mid 7}}-\cdots } ;{\displaystyle \tanh z=-\mathrm {i} \tan(\mathrm {i} z)={\frac {z\mid }{\mid 1}}+{\frac {z^{2}\mid }{\mid 3}}+{\frac {z^{2}\mid }{\mid 5}}+{\frac {z^{2}\mid }{\mid 7}}+\cdots }(ce qui, après quelques transformations, peut être utilisé pour déterminer la fraction continue de e).

### Applications à1F1
- La fonction exponentielle se développe en[10]{\displaystyle {\rm {e}}^{z}={}_{1}F_{1}(1;1;z)={\frac {1\mid }{\mid 1}}-{\frac {z\mid }{\mid 1}}+{\frac {z\mid }{\mid 2}}-{\frac {z\mid }{\mid 3}}+{\frac {2z\mid }{\mid 4}}-{\frac {2z\mid }{\mid 5}}+\cdots .}
- La fonction d'erreur erf  se développe, pour tout complexe z, en[11]{\displaystyle {\frac {\sqrt {\pi }}{2}}{\rm {e}}^{z^{2}}{\rm {erf}}(z)=\,_{1}F_{1}(1;{\tfrac {3}{2}};z^{2})={\frac {z\mid }{\mid 1}}-{\frac {z^{2}\mid }{\mid {\frac {3}{2}}}}+{\frac {z^{2}\mid }{\mid {\frac {5}{2}}}}-{\frac {{\frac {3}{2}}z^{2}\mid }{\mid {\frac {7}{2}}}}+{\frac {2z^{2}\mid }{\mid {\frac {9}{2}}}}-{\frac {{\frac {5}{2}}z^{2}\mid }{\mid {\frac {11}{2}}}}+{\frac {3z^{2}\mid }{\mid {\frac {13}{2}}}}-{\frac {{\frac {7}{2}}z^{2}\mid }{\mid {\frac {15}{2}}}}+\cdots .}
- On peut développer de même les fonctions de Fresnel, celle de Dawson et les fonctions gamma incomplètes γ(s, z) et Γ(s, z).

### Applications à2F1
- De{\displaystyle (1-z)^{-b}=\,_{1}F_{0}(b;;z)=\,_{2}F_{1}(1,b;1;z)}(variante de la série binomiale (1 + z)α) on déduit{\displaystyle (1-z)^{-b}={\frac {1\mid }{\mid 1}}-{\frac {bz\mid }{\mid 1}}+{\frac {(b-1)z\mid }{\mid 2}}-{\frac {(b+1)z\mid }{\mid 3}}+{\frac {2(b-2)z\mid }{\mid 4}}-{\frac {2(b+2)z\mid }{\mid 5}}+\cdots }ainsi que l'expression suivante de fonction arc tangente :{\displaystyle \arctan(z)=z\,_{2}F_{1}({\tfrac {1}{2}},1;{\tfrac {3}{2}};-z^{2})={\frac {z\mid }{\mid 1}}+{\frac {(1z)^{2}\mid }{\mid 3}}+{\frac {(2z)^{2}\mid }{\mid 5}}+{\frac {(3z)^{2}\mid }{\mid 7}}+{\frac {(4z)^{2}\mid }{\mid 9}}+\cdots ,}qui converge dans le plan complexe privé des deux demi-droites ]–∞, –1]i et [1, +∞[i de l'axe imaginaire pur[12] (i et −i sont des points de branchement). Cette convergence est assez rapide en z = 1, donnant une approximation de π/4 à 7 décimales dès la neuvième réduite (alors qu'avec la formule de Brouncker, il faut plus d'un million de termes pour la même précision[13]).
- On peut développer de même, par exemple, le logarithme naturel et la fonction arc sinus.